# Anneckeida angustifrons
Anneckeida angustifrons är en stekelart som beskrevs av Boucek 1978. Anneckeida angustifrons ingår i släktet Anneckeida och familjen gallglanssteklar.
Artens utbredningsområde är Thailand. Inga underarter finns listade i Catalogue of Life.